# Anna German
Anna Viktória Guérman, rus: А́нна Викто́рия Ге́рман, en alemany Anna Viktoria Hörmann, des del 1972 en polonès Anna Wiktoria German-Tucholska(nascuda el 14 de febrer de 1936 a Urganch, morta el 25 d'agost de 1982 a Varsòvia) fou una cantant i compositora polonesa d'origen alemany, actriu i geòloga de professió.
Guanyador de festivals, entre d'altres a Montecarlo, Wiesbaden, Bratislava,Sanremo, Nàpols, Viareggio, Cannes, Ostende, Sopot, Opole, Kołobrzeg i Zielona Góra. Va ser la primera polonesa a actuar a San Remo. Dues vegades reconeguda com la cantant polonesa més popular entre la comunitat polonesa dels Estats Units (1966, 1969) va guanyar un disc d'or per l'LP Człowieczy los, enregistrat el 1970.
Va actuar als Estats Units, Canadà, Regne Unit, Austràlia, França, Portugal, Itàlia, Hongria, Mongòlia, República Democràtica Alemanya, República Federal d'Alemanya, Txecoslovàquia i la Unió Soviètica. Va cantar en vuit idiomes: polonès, rus, alemany, italià, castellà, anglès, llatí i mongolS'han publicat CDs en polonès, rus i italià.

## Biografia
Anna Viktoria German va néixer a Urgench, una petita ciutat de l'Uzbekistan, aleshores part de la Unió Soviètica. Els seus pares eren russoalemanys mennonites. El seu pare era Eugen Hörmann, polonès: Eugeniusz German, i provenia d'una família de pastors baptistes d'un poble russoalemany. Va néixer en un viatge a Łódź, actualment Polònia (aleshores part de l'Imperi Rus) i, per tant, se'l considera incorrectament com a polonès en algunes fonts. Guerman / German, rus: Герман, és la forma russificada del cognom alemany Hörmann. El 1937/38 fou executat per l'NKVD soviètic. Anna, la seva mare Irma (de soltera Martens) i la seva àvia es van exiliar posteriorment a l'Uzbekistan. Anna German parlava plautdietsch amb la seva mare.

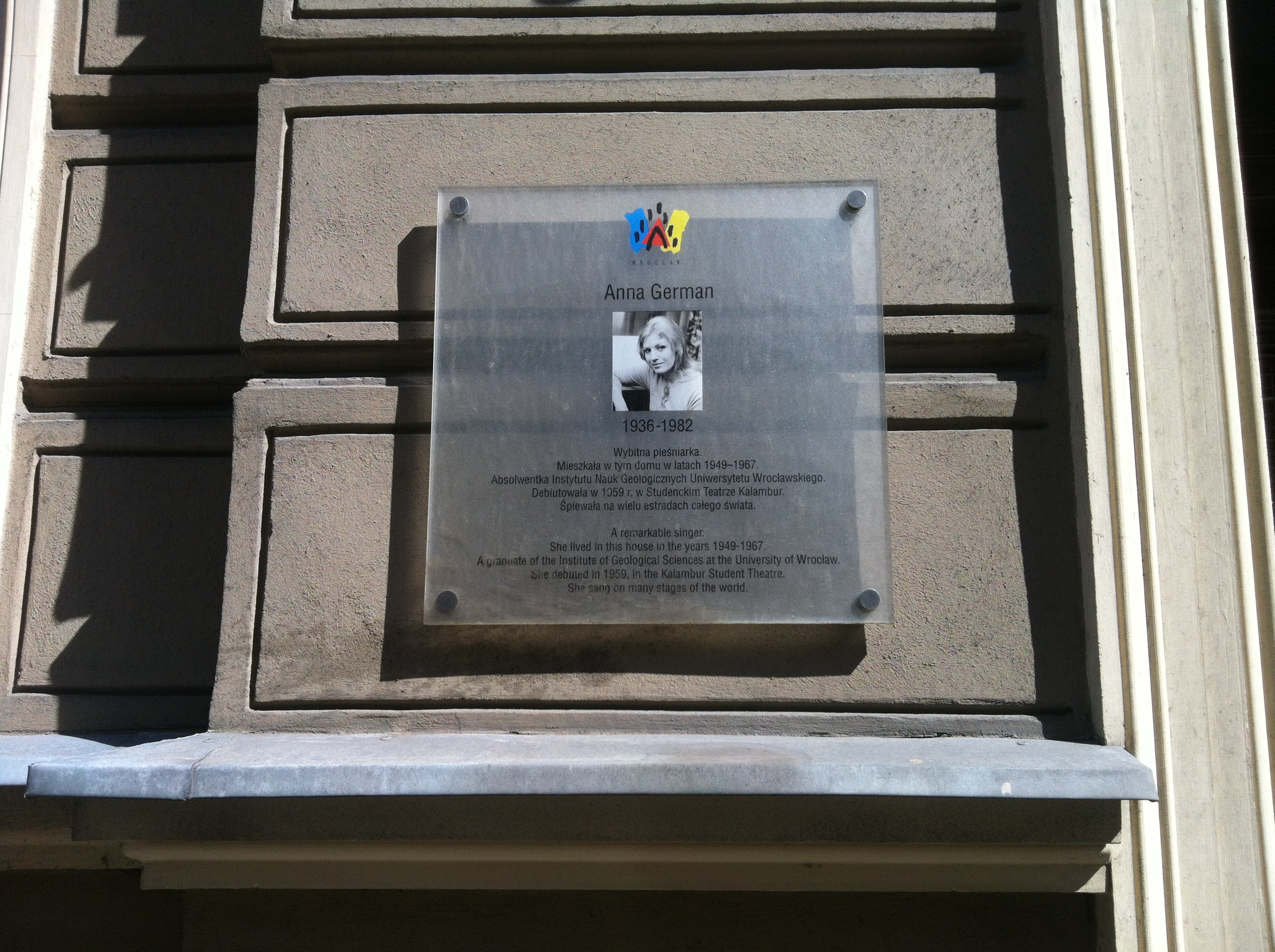
Placa commemorativa d'Anna German a Wrocław

La mare d'Anna va ser professora d'alemany a una escola soviètica durant un temps. Després de l'inici de la Segona Guerra Mundial, va aconseguir dissimular la seva ascendència alemanya i va declarar la seva nacionalitat com a neerlandesa, per protegir la família de la persecució a què es van exposar la majoria dels alemanys russos arran de la guerra germanosoviètica. A través d'un segon matrimoni amb l'oficial polonès Herman Gerner (Henryk Krzeczkowski), que també s'havia exiliat a l'Uzbekistan, la mare va aconseguir traslladar-se a Polònia el 1946, amb la qual cosa es va posar fora de perill ella mateixa i la seva filla. Anna només havia pogut anar a l'escola a la Unió Soviètica durant un any, però ara parlava rus i alemany.
A Polònia, la família, formada per la mare, àvia i Anna, es va establir inicialment a Nowa Ruda (Neurode) a la Baixa Silèsia, que ara era polonesa, abans de traslladar-se a Breslau el 1949. Anna German també va acabar els seus estudis de geologia a la Universitat de Breslau.Mentre encara era estudiant, Anna va començar a actuar com a cantant al teatre Kalambur de Breslau. El seu primer èxit com a cantant va ser al Festival Nacional de la Cançó Polonesa a Opole amb la seva cançó Tańczące Eurydyki. Un any després, va ocupar el primer lloc al festival de música de Sopot.
El 1967 va ser convidada a participar en el prestigiós Festival de Sanremo a Itàlia. Amb la cançó Gi va tenir el seu primer èxit a Europa occidental. A Itàlia també va aparèixer a l'òpera Tetide in Sciro de Domenico Scarlatti. El 1968 va ser guardonada amb el premi del Comitè de Ràdio i TV pels èxits destacats en el camp de la cançó polonesa popularitzada a la ràdio i la televisió.
Durant una gira per Itàlia, German va patir un greu accident de cotxe. Va passar el 27 d'agost de 1967 entre les ciutats de Forlì i Milà. A causa de l'alta velocitat, el cotxe, conduït pel compositor i director Renato Serio, es va estavellar contra una barrera de formigó. Anna va sortir projectada del cotxe a través del parabrisa. Va patir nombroses fractures i ferides als òrgans interns. De les investigacions posteriors, es conclogué que el conductor del cotxe s'havia adormit al volant.
Durant la convalescència, va escriure un llibre biogràfic, titulat Tornar a Sorrento?, polonès: Wróć do Sorrento? en què recordava la seva carrera artística i la seva obra artística a Itàlia. Va reaparèixer en públic el 1972. Després va tornar a la música, i en el període següent va assumir diversos petits papers com a actriu, per exemple a la pel·lícula Paisatge després de la batalla d'Andrzej Wajda.
El 23 de març de 1972, a Zakopane, va contraure matrimoni civil amb el seu amic de la infància Zbigniew Antoni Tucholski, que era un adventista del setè dia. El 27 de novembre de 1975 va néixer el seu fill Zbigniew.A causa de la maternitat, German va suspendre la seva activitat artística durant un any.
El 1980, durant una actuació a l'Estadi Lujniki de Moscou al programa Melodies dels amics, rus: Мелодии друзей, Anna Herman va patir una tromboflebitis just damunt de l'escenari. Després d'haver acabat la cançó ja no es podia moure. El públic va aplaudir, pensant-se que cantaria. Després del concert, la cantant va ser portada a l'hospital. En el mateix any, a Guerman se li va detectar un càncer. La cantant es va sotmetre a diverses i infructuoses operacions, però no va deixar d'actuar en cap moment. Per ocultar les llàgrimes de dolor, de vegades cantava amb ulleres fosques.
Després d'una breu millora, German va volar a Austràlia, on per contracte havia d'actuar. Però a causa de l'empitjorament de la malaltia, la gira australiana es va veure interrompuda. Guerman va continuar el tractament a casa i ja no va tornar a actuar.
Mentre es trobava en una etapa avançada de la malaltia, va compondre psalms i cançons dedicades a Déu. Aleshores, també es va casar per l'església amb el seu marit.
Va morir la nit del 25 d'agost de 1982 a l'Hospital Clínic de Varsòvia, al carrer Szaserów, després de dos anys de lluita contra la malaltia. El funeral d'Anna German va tenir lloc el 30 d'agost de 1982. L'artista va ser enterrada al cementiri reformat evangèlic de Varsòvia (Q3, fila 4, tomba 8a); a la làpida hi ha una cita del psalm 23: "El Senyor és el meu pastor".
Va publicar més d'una dotzena de discos, la majoria en rus i polonès. El 2001, sis dels seus àlbums es van reeditar en CD; les recopilacions amb la seva música apareixen regularment a Polònia i Rússia .
El seu fill viu actualment a Polònia i és científic. El seu oncle Artur Hörmann va viure a Alemanya fins a la seva mort el 2011.

## Premis
- 1964 - Primer premi del III Festival de la Cançó Polonesa a Opole.
- 1964 - Primer premi del V Festival Internacional de Cançons a Sopot.
- 1966 - “Placa de marbre” de la fira internacional de discos MIDEM.
- 1967 - Premi Oscar della simpatia al XV Festival de Cançons napolitanes.
- 1974 - Gran Creu del Mèrit de Polònia.[13]
- 1979 - Cavaller de l'Orde Polònia Restituta.[13]

## Repertori i audiència

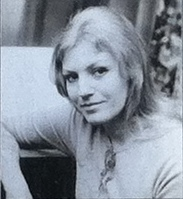
Anna German

Alguns dels millors compositors soviètics - Arnó Babadjanian, Ievgueni Ptitxkin, Aleksandra Pàkhmutova, Ian Frénkel, Oskar Féltsman, Vladímir Xainski - van escriure cançons per a ella. Anna German és sobretot coneguda per interpretar les cançons Надежда / Nadejda ("L'esperança"), Когда цвели сады / Kogda tsveli sadi ("Quan els jardins florien"), Эхо любви / Ekho liubvi ("L'eco de l'amor"), Случайность /Slutxainost ("L'atzar") i Гори, гори, моя звезда / Gorí, gorí, moià zvezdà ("Brilla, brilla, estel meu"). Anna German va gaudir d'una enorme popularitat a la Unió Soviètica durant els anys 1970-1980. Així, durant la final del festival "La cançó de l'any", rus: Песня года, Pésnia goda, Anna va interpretar la saga Kogda tsveli sadi, que va desencadenar una ovació frenètica del públic i va obligar els organitzadors a superar el marc rígid imposat imposat a les transmissions en directe per permetre-li fer un bis de la cançó, un cas extremadament rar en la història d'aquest esdeveniment.

## Discografia
(principals enregistraments en àlbums)
- Na tamten brzeg (1964)
- Tańczące Eurydyki (1965)
- Recital piosenek  (1967)

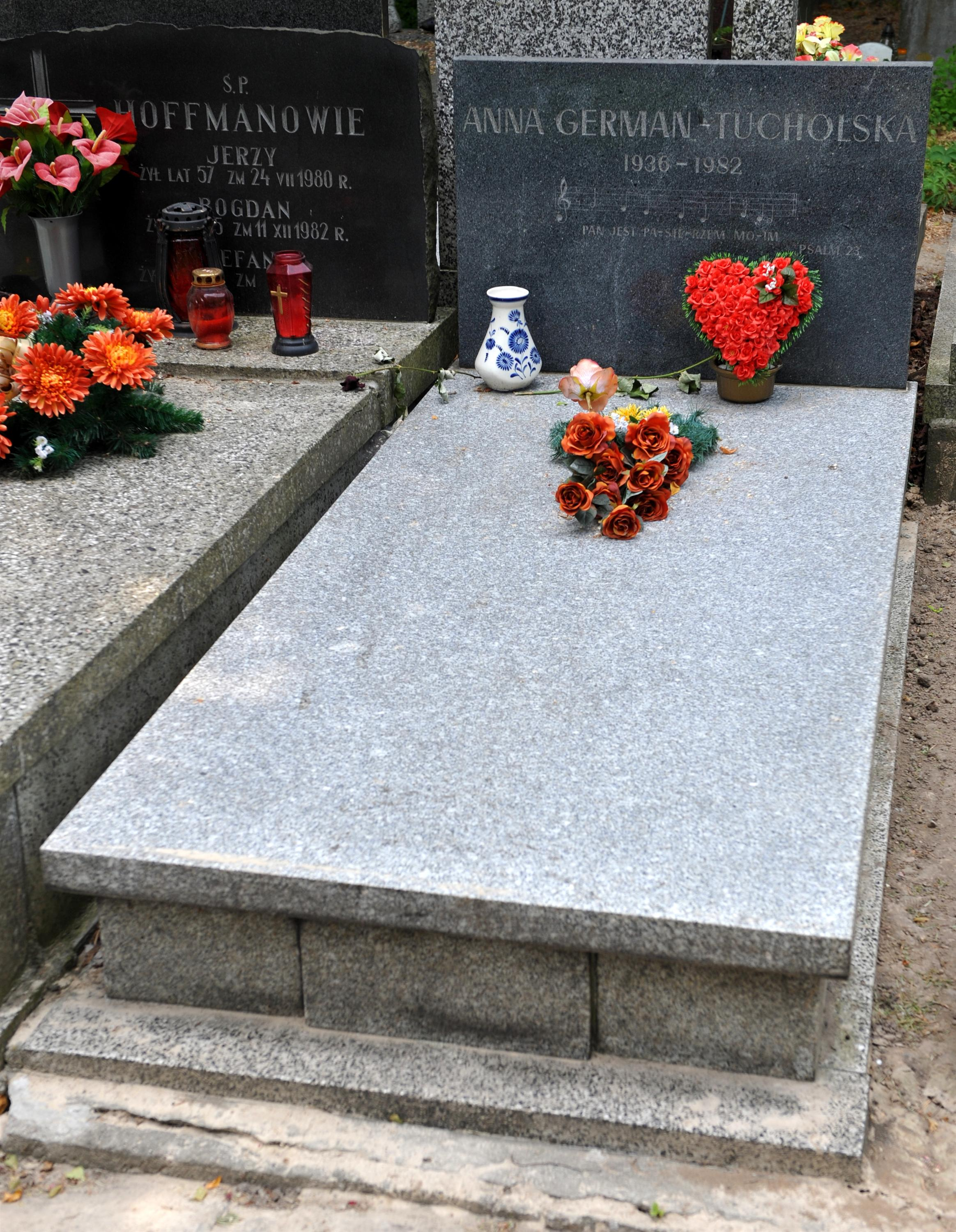
Tomba d'Anna German al cementiri evangèlic de Varsòvia. Sota el seu nom, es pot llegir el versicle del psalm 23: "El Senyor és el meu pastor".

- I classici della musica napoletana (1967)
- Człowieczy los (1970)
- Domenico Scarlatti - Àries de l'òpera Tetide in Sciro (1971)
- Wiatr mieszka w dzikich topolach (1972)
- To chyba maj (1974)
- Anna German (1978)
- Pomyśl o mnie  (1979)
- Tylko w tangu/ Dookoła kipi lato (1979)
- Śpiewa Anna German (1979)
- Надежда (Nadejda, 1980)
- Последняя встреча (Poslednïaïa vstretcha, 1982)
- Jesteś moją miłością (1984)

### Àlbums en rus
- 1977 Kogda tveli sadi (Когда цвели сады), Quan els jardins florien LP
- 1979 Drug dielfin (Друг дельфин), L'amic del dofí LP
- 1980 Nadejda (Надежда), L'esperança LP
- 1982 Posledniaia vstrietxa (Последняя встреча), La darrera trobada LP
- 1982 Ekho liubvi (Эхо любви), L'eco de l'amor – live 1979 LP
- 1996 Niezabyty motiv (Незабытый мотив), Motiu inoblidable CD
- 1996 Lusxie pesni (Лучшие песни), Millors cançons CD
- 1998 Kogda tveli sadi (Когда цвели сады), Quan els jardins florien CD
- 1999 Antologia del schlager soviètic (Антология советского шлягера) MC
- 2000 Enciclopèdia musical de la cançó popular russa (Российская эстрадная музыкальная энциклопедия) CD
- 2000 Posledniaia vstrietxa (Последняя встреча), La darrera trobada CD
- 2001 Liubvi niegromkie slova (Любви негромкие слова), Els mots dolços de l'amor CD
- 2001 i 2003 Vaixi liubimie pesni (Ваши любимые песни), Les vostres cançons preferides CD
- 2003 L'edat d'or de la cançó de varietat russa (Золотой век русской эстрады) CD
- 2003 Possidim, pomoltxim (Посидим помолчим), Aturem-nos i callem vol. 1 CD
- 2003 Spassibo tibie moio sierdtse (Спасибо тебе моё сердце), Gràcies cor meu vol. 2 CD

## Publicacions
Anna German és l'autora de:
- (polonès) Wróć do Sorrento? (Tornaràs à Sorrento?), traduït al rus amb el títol «Вернись в Сорренто?» (sobre el període italià de la seva carrera)
- (polonès) Bajka o skrzydlatym szpaku (El conte de l'estornell d'ales ràpides) Llibre escrit per Anna pel seu fill. Traduït al rus com a «Сказка о быстрокрылом скворце», en la biografia d'Ivan Ilítxev Anna German. Brilla, brilla, estel meu..., rus: Анна Герман. Гори, гори, моя звезда…, tom I)

## Filmografia
El setembre del 2012, amb ocasió del trentè aniversari de la seva mort, la primera cadena de la televisió russa presentà una minisèrie en deu episodis consagrada a la seva vida i titulada Anna German. El misteri de l'àngel blanc, rus: Анна Герман. Тайна белого ангела, polonès: Anna German. Tajemnica białego anioła, que va obtenir molt d'èxit. S'emeté a Ucraïna el 2012 i a la televisió polonesa el 2013. El paper d'Anna German és protagonitzat per l'actriu polonesa Joanna Moro.

## Memòria

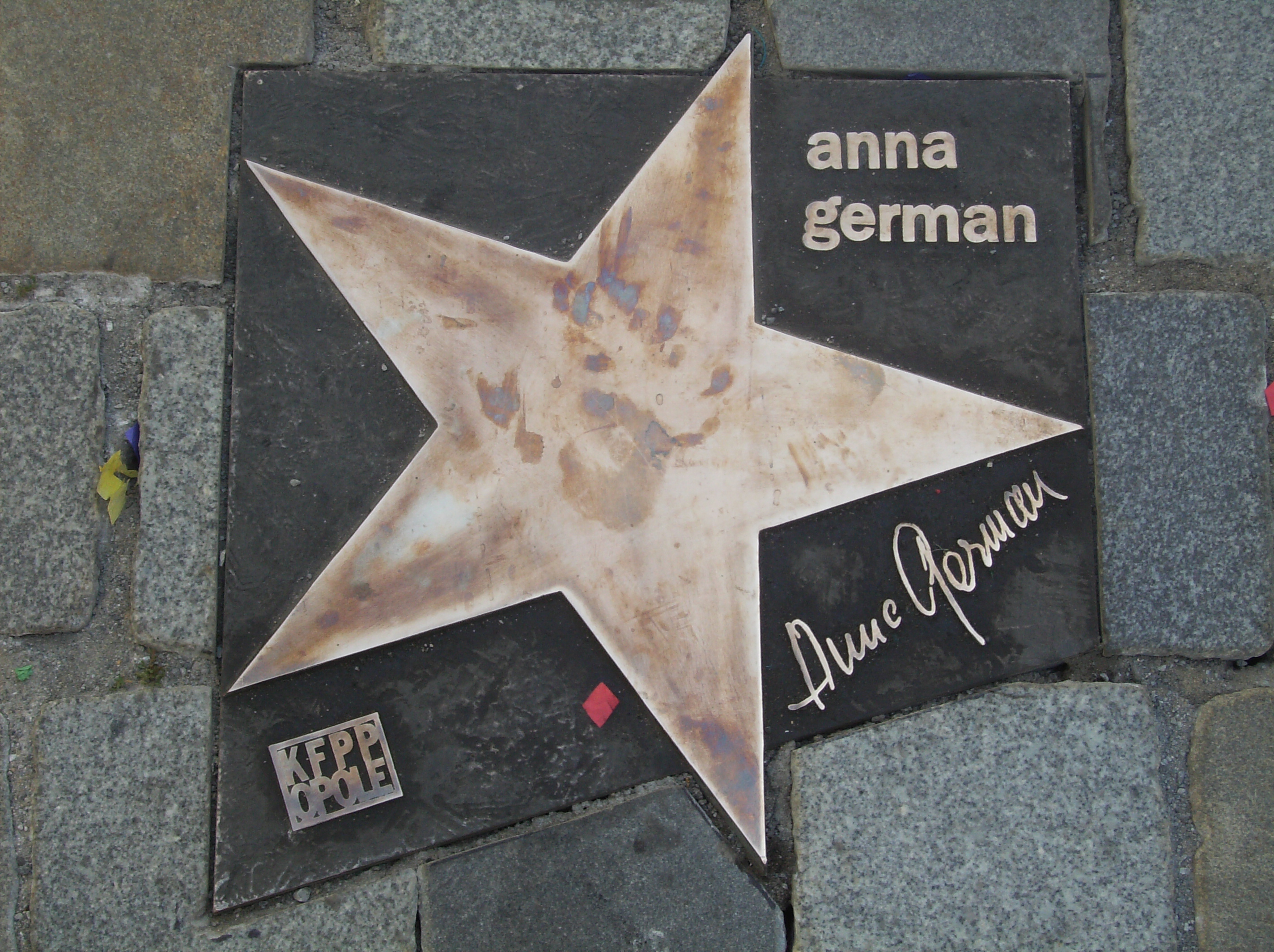
L'estrella d'Anna German al Passeig de la Fama a Opole

- El carrer principal d'Urganch, Uzbekistan, la ciutat natal d'Anna German, porta el seu nom.[14]
- En honor seu es va anomenar l'asteroide (2519) Annagerman que orbita el Sol entre Mart i Júpiter.[14]
- Des del 1987, l'amfiteatre de Zielona Góra porta el seu nom.
- L'any 2002 es va llançar el Festival de Cançons Eurydyki de Tańczące, destinat a divulgar el llegat musical d'Anna i la música popular polonesa.
- L'escola de música de 1r i 2n grau de Białystok duu el nom de la cantant.
- Al febrer de 2012, es va instal·lar una placa commemorativa en honor seu a l'entrada de la casa on va viure Anna German a Breslau (ul. Trzebnicka 5).[15]
- El 2012 es va rodar una mini-sèrie biogràfica russa (coproduïda amb Polònia, Ucraïna i Croàcia) sobre la vida d'Anna German.[16]
- Es va presentar una estrella al Passeig de la Fama de Moscou en honor d'Anna German.
- Diversos carrers de ciutats poloneses, com ara Varsòvia i Rzeszów, van ser nomenats en record del cantant.
- El 2013 es va presentar una estrella al Passeig de la Fama del Festival Nacional de la Cançó Polonesa a Opole dedicada a Anna German.